# Yvon Douis
Yvon Douis (Les Andelys, Francia, 16 de mayo de 1935-Niza, Francia, 28 de enero de 2021) fue un futbolista francés que jugaba como delantero.

## Fallecimiento
Falleció el 29 de enero de 2021 a los 85 años, debido a complicaciones de COVID-19.

## Selección nacional
Fue internacional con la selección francesa en 20 ocasiones y convirtió 4 goles. Formó parte del plantel que obtuvo el tercer lugar en la Copa del Mundo de 1958.

### Participaciones en Copas del Mundo
| Mundial                        | Sede   | Resultado    | Partidos | Goles |
| ------------------------------ | ------ | ------------ | -------- | ----- |
| Copa Mundial de Fútbol de 1958 | Suecia | Tercer lugar | 1        | 1     |

### Participaciones en Eurocopas
| Copa          | Sede    | Resultado    | Partidos | Goles |
| ------------- | ------- | ------------ | -------- | ----- |
| Eurocopa 1960 | Francia | Cuarto lugar | 1        | 0     |

## Clubes
| Club        | País    | Año       |
| ----------- | ------- | --------- |
| Lille OSC   | Francia | 1953-1959 |
| Le Havre AC | Francia | 1959-1961 |
| AS Mónaco   | Mónaco  | 1961-1967 |
| AS Cannes   | Francia | 1967-1969 |

## Palmarés

### Campeonatos nacionales
| Título                  | Club      | País    | Año  |
| ----------------------- | --------- | ------- | ---- |
| Division 1              | Lille OSC | Francia | 1954 |
| Copa de Francia         | Lille OSC | Francia | 1955 |
| Challenge des Champions | AS Mónaco | Francia | 1961 |
| Division 1              | AS Mónaco | Francia | 1963 |
| Copa de Francia         | AS Mónaco | Francia | 1963 |

### Distinciones individuales
| Distinción                    | Año  |
| ----------------------------- | ---- |
| Futbolista del año en Francia | 1963 |